# VII Premis Turia
Els VII Premis Turia foren concedits l'11 de juliol de 1998 per la revista valenciana Cartelera Turia amb la intenció de guardonar les persones i col·lectius que haguessen destacat l'any anterior en qualsevol de les categories i seccions que cobria la revista: cinema (pel·lícula espanyola i estrangera, actor i actriu), teatre, arts plàstiques, literatura, gastronomia, mitjans de comunicació, esports, música, literatura, actriu i pel·lícula porno. La llista de guanyadors era escollida per l'equip de redactors i col·laboradors de la revista.
El premi consistia en una estàtua que imitava la que sortia a la mítica pel·lícula El falcó maltès (1950) de John Huston. L'entrega es va celebrar al Teatre Olympia de València després de la representació de La kabra tira al monte de Karra Elejalde.

## Guardons
Els guanyadors de l'edició foren:
| Categoria                                   | Premiat                              | Labor premiada                                    |
| ------------------------------------------- | ------------------------------------ | ------------------------------------------------- |
| Millor Pel·lícula Espanyola                 | Secretos del corazón                 | Montxo Armendáriz                                 |
| Millor Pel·lícula Estrangera                | Tothom diu "I love you"              | Woody Allen                                       |
| Millor Opera Prima                          | Familia                              | Fernando León de Aranoa                           |
| Premi Especial Realitzadors                 | Ventura Pons                         |                                                   |
| Premi Especial Cinema                       | Gràcies per la propina               | Josep Maria Forn                                  |
| Premi Especial Turia                        | Fotogramas                           | 50è Aniversari                                    |
| Millor Actor                                | Jordi Mollà                          | La buena estrella                                 |
| Millor Actriu                               | Aitana Sánchez Gijón                 | La camarera del Titanic                           |
| Millor Contribució Cinematogràfica          | Diego Galán                          | Festival Internacional de Cinema de Sant Sebastià |
| Millor muntatge teatral                     | Karra Elejalde i José Antonio Ortega | La kabra tira al monte                            |
| Millor contribució teatral                  | Espai Moma                           |                                                   |
| Millor contribució gastronòmica             | Can Bermell                          | -                                                 |
| Millor contribució literària                | Manuel Talens                        | Hijas de Eva                                      |
| Premi Especial Literatura                   | Javier Tomeo                         |                                                   |
| Premi Especial Periodisme                   | Posdata, suplement de Levante-EMV    |                                                   |
| Millor contribució musical                  | Carlos Gonzálbez                     |                                                   |
| Premi Especial Música                       | Festival Ensems                      |                                                   |
| Millor contribució a les arts plàstiques    | Carmen Calvo Sáenz de Tejada         |                                                   |
| Premi Especial Fotografia                   | Alberto Korda                        | Fotògraf del Che Guevara                          |
| Millor contribució social                   | Amnistia Internacional               |                                                   |
| Millor contribució esportiva                | Jorge Martínez, "Aspar"              |                                                   |
| Premi Especial Humor                        | El Roto                              |                                                   |
| Millor programa de televisió                | Crónicas marcianas                   | de Xavier Sardà                                   |
| Millor contribució cívica                   | Cristina Almeida                     |                                                   |
| Millor pel·lícula porno «El rincón del piu» | La contessa Gamiani                  | Luca Damiano                                      |
| Millor Actriu Porno Europea                 | Joy Karin's                          | -                                                 |
| Premi Huevo de Colón                        | Joan Monleón                         |                                                   |

## Premi per votació dels lectors
| Categoria                    | Pel·lícula              | Director       |
| ---------------------------- | ----------------------- | -------------- |
| Millor pel·lícula espanyola  | La buena estrella       | Ricardo Franco |
| Millor pel·lícula estrangera | Tothom diu "I love you" | Woody Allen    |